# Jeanne d’Arc Intézet

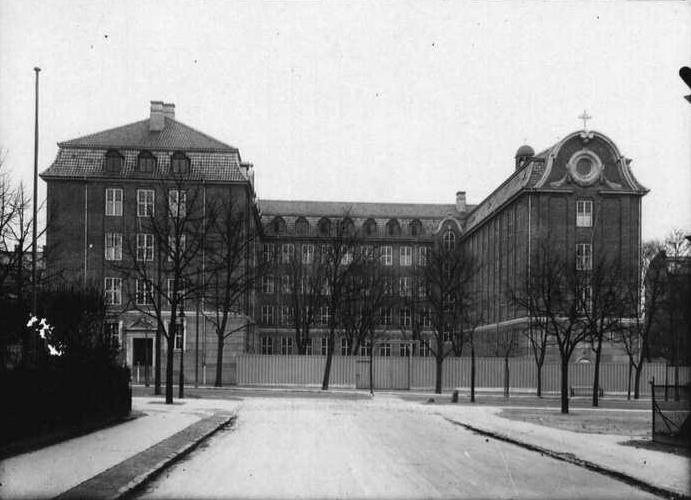
A Jeanne d’Arc Intézet 1924-ben

A Jeanne d’Arc Intézet, más néven Den Franske Skole francia nyelvű római katolikus iskola volt a Frederiksberg Allé 74. szám alatt, Koppenhága középső részén, Frederiksberg kerületében. Az 1924-ben alapított épületet 1945. március 21-én bombázta a Királyi Légierő, amikor a pilóták az iskolát összetévesztették tényleges célpontjukkal. A robbanásban 86 gyermek és 19 felnőtt halt meg.

## Történet
A Christian Mandrup-Poulsen (1865–1952) dán építész által tervezett iskolát 1924. augusztus 1-jén hozták létre Szent József dán nővérei, akik 1856-ban érkeztek Dániába. Már 1858-ban alapítottak egy másik iskolát, a Sankt Joseph Intézetet Koppenhága Østerbro kerületében. A háromszárnyú, négyszintes vöröstéglás épületben 29 tanterem kapott helyet.

## A téves bombázás
1945. március 21-én, válaszul a dán ellenállás kérésére, hogy semmisítsék meg a koppenhágai Gestapo főhadiszállását, 20 RAF Mosquito indult Koppenhágába az Operation Carthage nevű küldetésben. A célpont Shellhuset (The Shell House) volt a Kampmannsgade-en, a város központjában, ahol a Gestapo volt.
A három hullám közül az első Mosquito közül az egyik magas lámpaoszlopnak ütközött, aminek következtében az iskolához közeli garázsba csapódott. A második hullámban két Mosquito az azt követő tüzet célpontjának tekintette, és bombáikat a francia iskolára dobták, 86 gyereket és 19 felnőttet megölve, 67 gyermeket és 35 felnőttet megsebesítve. 
Az eseményekről készült az Ole Bornedal által írt és rendezett, Az árnyék a szememben (The Shadow in My Eye/The Bombardment) című, dán filmdráma (2021).

## Következmények
Az iskolát a bombázás lerombolta, a megmaradt épületeket pedig lebontották. Ma hat lakóház áll a telken. A megmaradt tanulókat áthelyezték a Sankt Joseph Intézetbe, amelyet később kibővítettek. 1953-ban Max Andersen (1892–1972) által készített emlékművet állítottak a helyszínen.

## Fordítás
Ez a szócikk részben vagy egészben  az   Institut Jeanne d'Arc című angol Wikipédia-szócikk ezen változatának fordításán alapul.  Az eredeti cikk szerkesztőit annak laptörténete sorolja fel. Ez a jelzés csupán a megfogalmazás eredetét és a szerzői jogokat jelzi, nem szolgál a cikkben szereplő információk forrásmegjelöléseként.